# Phrynomedusa
Genre
Phrynomedusa est un genre d'amphibiens de la famille des Phyllomedusidae.

## Répartition
Les six espèces de ce genre sont endémiques du Sud-Est du  Brésil.

## Liste des espèces
Selon Amphibian Species of the World (21 avril 2016) :
- Phrynomedusa appendiculata (Lutz, 1925)
- Phrynomedusa bokermanni Cruz, 1991
- Phrynomedusa dryade Baêta, Giasson, Pombal, and Haddad, 2016
- Phrynomedusa fimbriata Miranda-Ribeiro, 1923
- Phrynomedusa marginata (Izecksohn & Cruz, 1976)
- Phrynomedusa vanzolinii Cruz, 1991

## Publication originale
- Miranda-Ribeiro, 1923 : As Phyllomedusas do Museo Paulista. Boletim do Museu Nacional do Rio de Janeiro, vol. 1, p. 3-6.